# Dvärg-placodlav
Dvärg-placodlav (Squamarina pachylepidea) är en lavart som först beskrevs av Per Johan Hellbom, och fick sitt nu gällande namn av Josef Poelt. Dvärg-placodlav ingår i släktet Squamarina, och familjen Stereocaulaceae. Enligt den svenska rödlistan är arten akut hotad i Sverige. Arten förekommer i Svealand. Artens livsmiljö är våtmarker.